# 宝塚映像
宝塚映像（たからづかえいぞう）は、兵庫県宝塚市にかつて存在した阪急阪神東宝グループの制作プロダクション。映画製作会社宝塚映画製作所（たからづかえいがせいさくしょ）が経営不振から解散した後、1983年9月に新たに設立された。
本稿では前身の宝塚映画製作所も記載する。

## 概要
兵庫県宝塚市に本社が在り、大阪梅田に営業所があった。通称「宝映」「ヅカ映」。労働組合を設けていた。製作したテレビドラマのロケーション撮影は主に宝塚市・西宮市・川西市と阪急沿線を中心に行われた事で知られていた。

### 主な番組
「阪急ドラマシリーズ」（1965年 - 1994年・関西テレビ）は、阪急電鉄・阪急百貨店・阪急不動産の提供で数々の作品を世に送り出し人気を博した。スポンサーの関係で、主に京阪神の観光地（特に阪急沿線）が舞台であったり、当時の現役タカラジェンヌ（宝塚歌劇団生徒）が主演級で登場したことも一つの特徴だった。
また、「ライオン奥様劇場」（フジテレビ系）の作品「ママは1年生」と「木曜ゴールデンドラマ」、「朝の連続ドラマ」（読売テレビ製作、日本テレビ系）、「月曜・女のサスペンス」（テレビ東京系）の各2本の作品も製作している。

### CM
テレビCMでは三遊亭楽太郎（後の六代目三遊亭円楽）を起用した祐徳薬品工業の貼り薬「パスタイム」（「気持ちんよかー」のフレーズで有名）のCM製作と、親会社の阪急電鉄等のCM製作も手掛けている。

## 主な事項

### スタジオの存続運動
宝塚映画時代の撮影所は、大部分が隣接する遊園地・宝塚ファミリーランドの遊技施設敷地となり、大スタジオも同遊園地のイベントホールとして賃貸された。このため、遊園地の一角にテレビスタジオが存在する形となったが、遊園地は2003年に閉鎖され、スタジオも同時に閉鎖された。そのスタジオの存続のために、親会社の阪急電鉄と宝塚映像の経営陣に対して、存続を求めて労働組合が署名運動等を繰り広げた。 

### 阪神・淡路大震災以降
「阪急ドラマシリーズ」終了後、そのコンセプトを生かした旅番組「日だまり日曜日」をスタートしたが、1995年1月の阪神・淡路大震災で、社員は自宅待機を余儀なくされる。番組自体は続けられたが、その年の6月に終了した。事業は大幅に縮小し、番組製作部門は休止を余儀なくされた。

### 終焉
その後は阪急三番街の大型カラービジョン「ビッグマン」の運営・保守と主に阪急の系列の企業等の広報映像の作成・各企業の産業映像、人権・啓発を題材にした映画の製作等を行い、「阪急ドラマシリーズ」等を放送するファミリー劇場・各テレビ局等からの放映料による収入、同じ阪急阪神東宝グループの東宝と国際放映製作作品の製作協力等（ただし、テロップ表示なし）の地道な営業活動と経営を行っていたが、阪急阪神東宝グループ内での事業再編の余波もあってからか2013年2月28日をもって会社は解散となった。

## 製作した番組
ここでは前身の宝塚映画製作所時代の作品も記する。

### ドラマ
NHK
- 製作経験なし

日本テレビ系
- 遊撃戦
- 白獅子仮面
- 37階の男
- プロファイター
- マキちゃん日記（読売テレビ製作）
- 木曜ゴールデンドラマ（読売テレビ製作）
  - 私が殺した女
  - あなたは妻を救えるか
- 朝の連続ドラマ（読売テレビ製作）
  - 花真珠
  - 花友禅

TBS系
- 可愛い仲人（大阪テレビ放送（現・ABCテレビ）製作）
- 青春をぶっつけろ!（朝日放送（現・ABCテレビ）製作）

フジテレビ系
- 阪急ドラマシリーズ（関西テレビ製作）
- ライオン奥様劇場
  - ママは1年生

テレビ朝日系
- 虞美人草 （毎日放送製作、東宝と共同制作作品）
- 二十四の瞳（1967年版。毎日放送製作）

テレビ東京系
- 月曜・女のサスペンス
  - 六甲山殺人事件
  - 宝塚殺人事件

### 情報番組
- 日だまり日曜日（関西テレビ）製作協力で参加。

### CM
- パスタイム（祐徳薬品工業）
- 阪急電鉄（沿線案内、企業CM）
- 阪急百貨店（梅田本店の案内、企業CM）

他

## 前身

### 宝塚映画
1938年8月に兵庫県宝塚市に開設された映画撮影所、および映画製作会社。宝塚歌劇団の付帯事業からスタート。宝塚運動場（宝塚球場）跡地の一角にスタジオを建設して映画を製作した。1941年戦局の悪化で閉鎖。

### 宝塚映画製作所
再出発するために1951年に設立された映画製作会社。阪急電鉄が全額を出資。撮影所跡を改修して事業を開始。1953年に全焼したため、1956年からに東洋一とされた最新設備の新撮影所がオープンした。当時の撮影所は500人以上のスタッフでにぎわい、時代劇や喜劇など年間20作品が作られたが、テレビの普及で映画産業は徐々に衰退していき、1968年に劇場用映画製作から撤退した。1978年には、テレビ映画の製作を主体に切り替えていた。劇場映画176作、テレビドラマ3200作を手掛け、東宝争議で製作力が低下した東宝系の一翼として、多くの劇場用映画を製作した。またかつては俳優も所属していた会社でもあった。

#### 映画
- [7]

#### テレビ作品
- 宝塚映像の作品を参照

#### 所属していた俳優
- 岡八郎
- 伊藤孝雄
- 高峰圭二
- 頭師孝雄
- 頭師佳孝
- 内田朝雄

## 関連書籍
- 高野昭二『わが青春の宝塚映画　宝塚映画製作所・宝塚映像株式会社作品譜』宝塚映画製作所 OB会有志、2010年11月1日

## 関連会社
- 宝塚クリエイティブアーツ（宝塚歌劇団公演の公式映像を収録・製作する会社。またTAKARAZUKA SKY STAGE<宝塚歌劇専門のスカパー!・ケーブルテレビ番組>の委託放送事業者でもある）